# Хабаев, Морхоз Петрович
Морхо́з Петро́вич Хаба́ев (30 августа (12 сентября) 1903, Куйта, Балаганский уезд, Иркутская губерния — 1980, Улан-Удэ, Бурятская АССР, РСФСР) — советский бурятский организатор образования, кандидат исторических наук, доцент, заведующий бурят-монгольским отделением педагогического факультета Иркутского университета (1930—1932), один из организаторов и первый ректор Бурятского государственного педагогического института (1932—1939), Заслуженный деятель науки Бурятской АССР.

## Биография
Родился в многодетной семье бедняка-крестьянина 30 августа (12 сентября) 1903 года в улусе Куйта, Балаганский уезд, Иркутская губерния, Российская империя.
В 1913 году окончил трёхлетнюю начальную школу, в 1916 году — Куйтинское двухклассное училище. Осенью 1917 года в Иркутске поступил на курсы взрослых рабочих, затем реорганизованный в народный университет, здесь он проучился пять семестров.
В Иркутске Хабаев познакомился с Ардоном Маркизовым, Тихоном Егоровым, Даниилом Хабухаевым, Николаем Балдаевым, Карпом Шантановым, Павлом Балдахиновым, Филиппом Сахалтуевым — представителями революционно настроенной части рабочей и учащейся молодежи — выходцев из бурятского населения.
Летом 1920 года был направлен в Иркутск на шестимесячные курсы партийной школы третьего политотдела реввоенсовета 5-й Красной Армии, где проучился до конца 1920 г.
В 1921 году начал работать в должности уполномоченного Бурятского областного комитета комсомола. В 1922 году направлен на учёбу в Ленинградский коммунистический университет, затем окончил педагогический факультет Иркутского университета.
С 1926 по 1927 год преподавал и заведовал бурят-монгольской советской партийной школой. С 1 сентября 1929 принят ассистентом на кафедру истории Монголии и Бурятии, 1 марта 1930 года стал заведующим бурят-монгольским отделением педагогического факультета Иркутского университета.
Осенью 1931 года Хабаев приступил к организации в городе Верхнеудинск (ныне — Улан-Удэ) педагогического вуза, Провёл большую работу по созданию материальной базы вузов, организации и набор подготовительных курсов, комплектование административно-хозяйственного, преподавательского состава.
В 1931 году назначен первым директором Бурят-Монгольского агропедагогического института. 16 апреля 1935 г. решением бюро ОК ВКП (б) директором сельскохозяйственного института был утвержден Карп Халбаевич Шантанов. Морхоз Хабаев остался директором пединститута. С 1 февраля 1936 г. решением бюро обкома ВКП (б) М.П. Хабаев был освобождён от должности директора пединститута. Затем заведовал заочным отделением и вел преподавательскую деятельность, работал на кафедре социально-экономических дисциплин, читал курсы по ленинизму и диалектическому материализму.
22 декабря 1937 года был арестован органами НКВД. После освобождения 17 января 1940 года восстановлен в правах и продолжал работать в Улан-Удэ в Бурят-Монгольском педагогическом институте. В 1941 году стал деканом литературного факультета.
Также работал в Марийском педагогическом институте имени Н.К. Крупской, где преподавал в качестве доцента, заведующего кафедрой всеобщей истории, деканом историко-филологического факультета до конца 1954 года.
С 1955 по 1974 гг. Морхоз Хабаев по работает в Бурятском пединституте в качестве доцента, декана историко-филологического факультета.
Награждён Орденом Трудового Красного Знамени, медалями «За трудовое отличие», «За доблестный труд в Великой Отечественной войне 1941—1945 гг.», «За доблестный труд. В ознаменование 100-летия со дня рождения В. И. Ленина», «30 лет Победы над фашистской Германией», почётными грамотами Президиума Верховного Совета РСФСР и Бурятской АССР.
За большой вклад в развитии высшего образования в республике Морхоз Петрович Хабаев удостоен почётного звания «Заслуженный деятель науки Бурятской АССР».

## Сочинения
- Очерки истории формирования высшего педагогического образования в Бурятии. — Улан-Удэ, 1983[4].
- Пособие к изучению иллюстрированного материала в курсе истории СССР для IX—X классов. — Улан-Удэ, 1961. (в соавт.)